# Viile Tecii, Bistrița-Năsăud
Viile Tecii, mai demult Ida Mare, Iuda, Iuda Mare (în dialectul săsesc Aide, în germană Großeidau, Grosseidau, Eyda, în maghiară Kolozsnagyida, Nagyida, Ida) este un sat în comuna Teaca din județul Bistrița-Năsăud, Transilvania, România.

## Istoric
Prima atestare documentară a satului este din 1322. În 1492, dominicanii din Bistrița au primit de aici două case și două iazuri de la Tamás Harinai Farkas. Haiducii au devastat satul în 1604. În 1670, Ferenc Harinai a fondat în sat o biserică reformată, semn probabil a relocării noilor locuitori. Biserica reformată din Viile Teci a fost una independentă până în 1859, apoi a devenit dependentă de parohia din Teaca. În 1850, noul proprietar, din familia Kornis, a stabilit aici treizeci de familii săsești. Așezarea lor s-a încheiat în 1892. Până la cel de-al Doilea Război Mondial, majoritatea populației țigănești a aparținut denominației reformate (deși doar câțiva vorbeau limba maghiară). De asemenea, au construit o nouă biserică în 1912-13. În 1880, din cei 985 de locuitori ai săi, 426 erau români, 259 germani, 216 țigani și 84 vorbitori nativi maghiari; 469 au fost ortodocși, 240 luterani, 133 reformați, 79 greco-catolici, 35 evrei și 28 romano-catolici. De-a lungul istoriei satului, acesta a aparținut întotdeauna județului Cluj, și doar în 1968 a fost anexat județului Bistrița-Năsăud.

## Atracții turistice
- La un kilometru est de sat, pe Dealul Cetății, la 516 metri deasupra nivelului mării, se află vestigiile unui castel din secolul al XIV-lea.[4]
- În sat se poate găsi un conac construit în 1753.[5]
- Biserica Luterană săsească construită în 1912-1914.

## Demografie
La recensământul din 2002 avea o populație de 1074 locuitori.

## Personalități
- Ștefan Rusu (delegat) (1864 - 1947),  deputat în Marea Adunare Națională de la Alba Iulia 1918

## Galerie de imagini

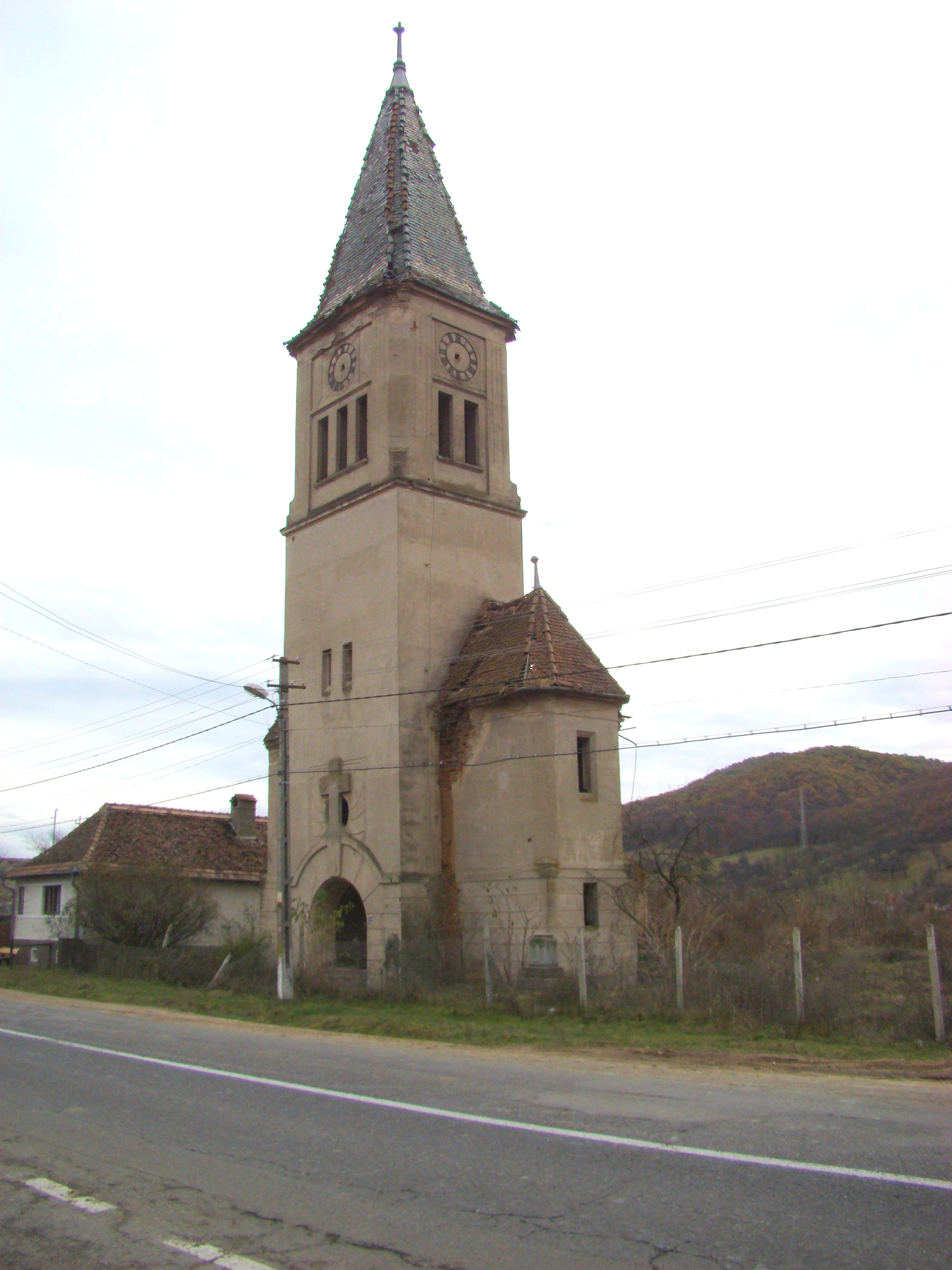
Biserica Luterană